# Мюнхенский университет
Мюнхенский университет имени Людвига и Максимилиана (нем. Ludwig-Maximilians-Universität München, LMU) — высшее учебное заведение в Мюнхене, Германия. Основан в 1472 году в Ингольштадте герцогом Людвигом IX и назван в память о нём и курфюрсте Максимилиане I Иосифе.

## Цифры и факты
В Мюнхенском университете обучается 51 606 студентов по данным на 2018—2019 год. В состав университета входят 18 факультетов, на которых преподают более 700 профессоров. Годовой бюджет университета составляет примерно один миллиард евро, треть этих средств приходится на долю университетской клиники.
В Мюнхенском университете студенты могут получить образование по одной из 160 специальностей. Помимо того, у студентов университета есть возможность учиться по обмену в более чем 400 вузах мира.
Помимо главного здания в районе Максфорштадт на площади Гешвистер-Шолль-Плац (нем. Geschwister-Scholl-Platz) университет располагает также другими зданиями в различных районах Мюнхена.

## Факультеты

Университет состоит из 18-ти факультетов. Причины нумерации и отсутствия факультетов 06 и 14 кроются в истории данного учебного заведения. (06 Факультет лесных наук — был передан в Мюнхенский технический университет;14 Факультет лингвистики и литературы II — был объединен с факультетом лингвистики и литературы I(13)
- 01 Факультет католической теологии
- 02 Факультет протестантской теологии
- 03 Юридический факультет
- 04 Факультет делового администрирования - школа менеджмента
- 05 Факультет экономики и народного хозяйства
- 07 Медицинский факультет
- 08 Ветеринарный факультет
- 09 Факультет истории и искусствоведения
- 10 Факультет философии, теории науки и религиоведения
- 11 Факультет психологии и педагогических наук
- 12 Факультет культурологии
- 13 Факультет лингвистики и литературы I
- 15 Факультет социальных наук (Политология, социология и др.)
- 16 Факультет математики, информатики и статистика
- 17 Физический факультет
- 18 Факультет химии и фармации
- 19 Биологический факультет

- 20 Факультет наук о Земле

Факультеты возглавляются деканами, они избираются по согласованию с руководством университета из числа преподавателей. Декан назначает своих профильных заместителей.

## Здания

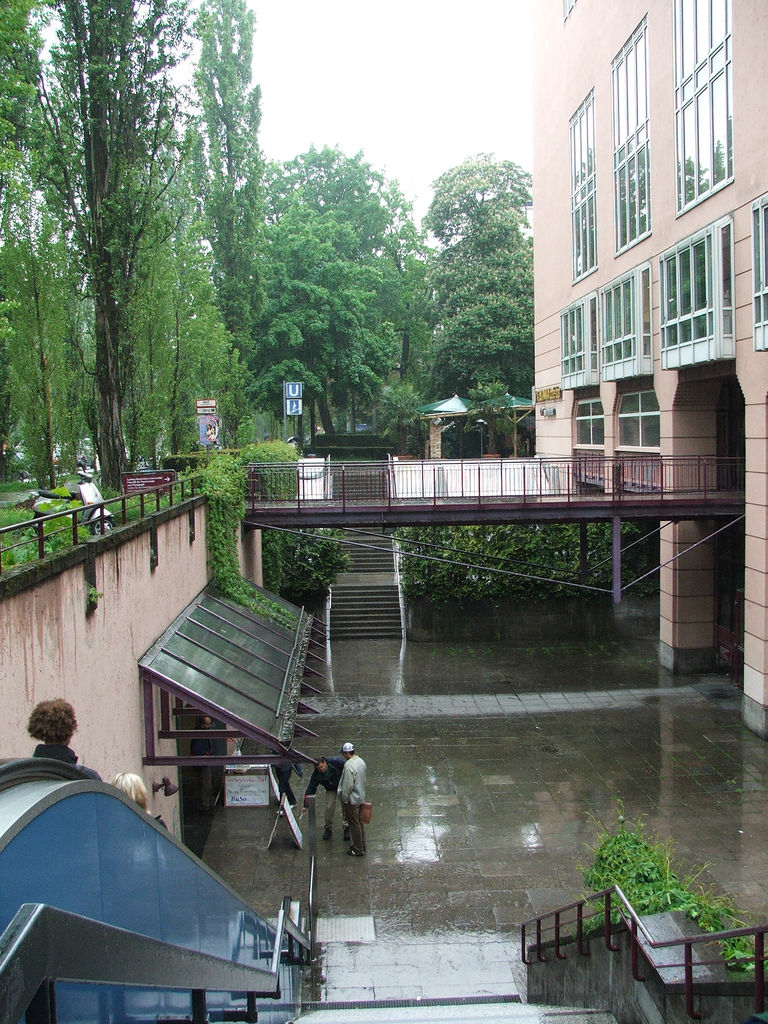
Швайнхенбау (факультет педагогики и психологии)

- Основное здание на Гешвистер-Шолль-Плац (нем. Geschwister-Scholl-Platz)
- Кампус высоких технологий (нем. High-Tech-Campus) в районе Гросхадерн (нем. Großhadern)
- Университетские клиники
- Швайнхенбау (нем. Schweinchenbau) — факультет педагогики и психологии, здание получило своё название («поросячье здание») благодаря своему розовому цвету
- Институт математики (нем. Mathematik-Bau), где проводятся лекции по математике, физике, информатике и геологии, расположенное недалеко от Пинакотек
- Институты в Английском саду, расположенные в здании, ранее принадлежавшем Радио «Свобода». Здесь находятся институт политологии (нем. Geschwister-Scholl-Institut), кафедра коммуникации, кафедры востоковедения, кафедра информатики, институт биомолекулярной оптики и кафедра компьютерной лингвистики (нем. Centrum für Informations- und Sprachverarbeitung))
- Отделения ядерной физики и физики элементарных частиц физического факультета располагаются в научном городке Гархинга.
- Библиотека университета Мюнхена

## Клиники университета LMU
- Клиника Гросхадерн (нем. Klinikum Großhadern)
- Клиника Инненштадт (нем. Klinikum Innenstadt)

## Известные профессора
- Теодор Людвиг Вильгельм Бишоф
- Брайман, Герман
- Рудольф Вебер
- Теодор Герцог
- Франц фон Груйтуйзен
- Ганс Зедльмайр
- Иоганн Зепп
- Иоганн Зёльтль
- Людвиг Клайзен
- Карл Фридрих Марциус
- Георг Людвиг фон Маурер
- Вольфхарт Панненберг
- Альбрехт Унзольд
- Эрдль, Михаэль Пиус
- Вячеслав Фёдорович Муханов

## Известные выпускники
- Шалом Бен-Хорин (1913—1999) — немецкий и израильский писатель, журналист, теолог
- Петр Берон (1799—1871) — болгарский просветитель, учёный, энциклопедист, педагог, философ, врач и естествоиспытатель.
- Мориц Вагнер (1813—1887) — немецкий путешественник, биолог, географ и естествоиспытатель.
- Ганс фон Хопфен (1835—1904) — немецкий литератор.
- Рудольф Гесс (1894—1987) — немецкий государственный и политический деятель
- Франц Дирльмайер (1904—1977) — немецкий филолог, руководящий сотрудник Аненербе.
- Патрик Зюскинд — немецкий писатель, автор романа «Парфюмер. История одного убийцы».
- Эдлеф Кёппен (1893—1939) — немецкий писатель.
- Губерт Маркл (1938—2015) — немецкий биолог.
- Теодор Морелль (1886—1948) — немецкий врач
- Теодор Оберлендер (1905—1998) — немецкий политический деятель.
- Сергей Николаевич Падюков — (1922—1993) — американский инженер-архитектор, скульптор и правозащитник.
- Антон фон Перфаль — немецкий писатель.
- Йозеф Ратцингер (1927) — папа Бенедикт XVI.
- Ипполит Август Шауферт (1834—1872) — немецкий драматург.
- Генрих Гиммлер (1900—1945) — Рейхсфюрер СС